# Championnat d'Union soviétique de football 1963
Navigation
Saison 1962 Saison 1964
La saison 1963 de Pervaïa Grouppa A est la 25e édition du championnat de première division en Union soviétique. Vingt clubs sont regroupés au sein d'une poule unique où les équipes se rencontrent deux fois, à domicile et à l'extérieur. À la fin du championnat, pour faire passer le championnat de 20 à 17 équipes, les cinq derniers du classement sont relégués et remplacés par les deux meilleures équipes de deuxième division.
C'est le club du Dynamo Moscou qui remporte le championnat après avoir terminé en tête du classement final, avec trois points d'avance sur le tenant du titre, le Spartak Moscou et sept sur le Dynamo Minsk. Il s'agit du 10e titre de champion d'Union soviétique de l'histoire du club.

## Clubs participants
| Club                      | Présent depuis | Classement 1962 | Entraîneur               |
| ------------------------- | -------------- | --------------- | ------------------------ |
| Spartak Moscou            | 1936           | 1er             | Nikita Simonian          |
| Dinamo Moscou             | 1936           | 2e              | Oleksandr Ponomarov      |
| Dinamo Tbilissi           | 1936           | 3e              | Mikhail Yakushin         |
| CSKA Moscou               | 1954           | 4e              | Viatcheslav Soloviov     |
| Dynamo Kiev               | 1936           | 5e              | Anatoli Zoubritski (ru)  |
| Pakhtakor Tachkent        | 1960           | 6e              | Gavriil Kachalin         |
| Torpedo Moscou            | 1938           | 7e              | Nikolaï Morozov          |
| Chakhtior Donetsk         | 1955           | 8e              | Oleg Ochenkov            |
| SKA Rostov                | 1959           | 9e              | Viktor Maslov            |
| Neftianik Bakou           | 1960           | 10e             | Alakbar Mammadov         |
| Zénith Léningrad          | 1938           | 11e             | Ievgueni Ieliseïev       |
| Moldova Kichinev          | 1956           | 12e             | Vassili Sokolov          |
| Lokomotiv Moscou          | 1952           | 13e             | Boris Arkadiev           |
| Avangard Kharkov          | 1960           | 14e             | Viktor Novikov (ru)      |
| Torpedo Koutaïssi         | 1962           | 15e             | Ilia Lobjanidze          |
| Dinamo Léningrad          | 1962           | 16e             | Guennadi Bondarenko (en) |
| Krylia Sovetov Kouïbychev | 1962           | 17e             | Viktor Karpov (ru)       |
| Ararat Erevan             | 1960           | 18e             | Aleksandr Abramov (ru)   |
| Dinamo Minsk              | 1960           | 19e             | Aleksandr Sevidov        |
| Kaïrat Almaty             | 1960           | 20e             | Nikolaï Glebov (ru)      |

### Changements d'entraîneurs
| Club               | Entraîneur partant    | Date de départ | Entraîneur arrivant     | Date d'arrivée |
| ------------------ | --------------------- | -------------- | ----------------------- | -------------- |
| Torpedo Moscou     | Iouri Zolotov (ru)    | avril 1963     | Nikolaï Morozov         | mai 1963       |
| Avangard Kharkov   | Viktor Jyline (en)    | juillet 1963   | Viktor Novikov (ru)     | août 1963      |
| Dynamo Kiev        | Viktor Terentiev (en) | juillet 1963   | Anatoli Zoubritski (ru) | août 1963      |
| Pakhtakor Tachkent | Aleksandr Keller (ru) | juillet 1963   | Gavriil Kachalin        | juillet 1963   |
| Ararat Erevan      | Haïk Andriasian (ru)  | septembre 1963 | Aleksandr Abramov (ru)  | octobre 1963   |

## Compétition
Le barème de points servant à établir le classement se décompose ainsi :
- Victoire : 2 points
- Match nul : 1 point
- Défaite : 0 point